# Anastrangalia haldemani
Anastrangalia haldemani là một loài bọ cánh cứng trong họ Cerambycidae.